# NGC 4785
NGC 4785 (другие обозначения — ESO 219-4, IRAS12506-4828, PGC 43791) — спиральная галактика (Sb) в созвездии Центавра.
Галактика является сейфертовской типа II. Имеет сложную структуру, включающую два бара и внутренний диск, для комптоновского излучения активное ядро является оптически толстым. Светимость в рентгеновском диапазоне составляет несколько единиц 1042 эрг/с.
Этот объект входит в число перечисленных в оригинальной редакции «Нового общего каталога».